# Presa falsa
Una presa falsa or pífia és una escena (presa) fracassada d'una gravació de televisió o cinematogràfica. Necessita noves preses fins a donar material addicional per a la postproducció d'una pel·lícula.
Preses falses tenen sovint qualitats humoristíques, a causa dels errors fets en el rodatge de l'escena. De vegades es reuneixen com material addicional – preses falses inèdites – al costat de la mateixa pel·lícula.
Pífia és una paraula alternativa d'una presa fracassada. La paraula anglesa corresponent és blooper.